# Tetraibidion concolor
Tetraibidion concolor är en skalbaggsart som beskrevs av Martins 2006. Tetraibidion concolor ingår i släktet Tetraibidion och familjen långhorningar. Inga underarter finns listade i Catalogue of Life.